# Zwanenbloem
De zwanenbloem (Butomus umbellatus) is een moerasplant met roze bloemen uit de zwanenbloemfamilie. Het is de enige soort in deze familie. De bloem heet zwanenbloem omdat de stampers een vorm hebben die sterk lijkt op sierlijke zwaantjes. De zes stampers hebben aan de voet nectarklieren. 
De stengels van de plant bevatten overlangse luchtkanalen om de wortels van zuurstof te voorzien en zijn onderaan driehoekig van vorm, waardoor de planten stevig in het water staan. Aan de bovenkant wordt de stengel plat met een verdikt midden en scherpe randen. De wetenschappelijke geslachtsnaam Butomus (samenstelling van βοῦς=rund en τέμνω=snijden) verwijst naar de zwaardvormige bladeren.
Het feit dat de zwanenbloem in Nederland wettelijk beschermd is geweest tot eind 2016, betekent niet dat de plant zeldzaam is, integendeel, op de kleigebieden in Nederland is hij algemeen. De plant groeit vaak in sloten die jaarlijks worden geschoond. Hij heeft er echter niet veel van te lijden omdat deze schoonmaakbeurten zijn leefmilieu in stand houden. De zwanenbloem groeit in voedselrijk water. Wanneer de plant opduikt te midden van allerlei zeldzame planten in relatief voedselarm water, is dat het teken dat het water voedselrijk aan het worden is en dat de specialisten uit een dergelijk milieu zullen gaan verdwijnen. In Nederland is de plant vanaf 1 januari 2017 niet meer wettelijk beschermd.
De zwanenbloem wordt veel bezocht door graafwespen.
De zwanenbloem is als exoot geïntroduceerd in de Verenigde Staten van Amerika. De plant wordt daar 'flowering rush' en 'grass rush' genoemd en gedijt daar te goed.
|  |  |  |